# 김정길 (법조인)
김정길(金正吉, 1937년 4월 28일 ~ 2021년 2월 23일)은 전라남도 신안군 출신으로 대한민국의 법무부 장관을 두 차례 역임한 법조인이다.

## 경력
- 전주지검 검사장
- 수원지검 검사장
- 광주고검 검사장
- 제49대 법무부장관
- 제53대 법무부장관

## 학력
- 조선대학교 부설고등학교 졸업
- 고려대학교 정치외교학과 학사
- 서울대학교 사법대학원 법학석사
- 한양대학교 대학원 법학박사

## 상훈
- 홍조근정훈장
- 황조근정훈장

## 저서
- 부가가치세법 精解(정해)

| 전임 김태정 | 제49대 법무부 장관 1999년 6월 8일 ~ 2001년 5월 21일 | 후임 안동수 |

| 전임 송정호 | 제53대 법무부 장관 2002년 7월 11일 ~ 2002년 11월 5일 | 후임 심상명 |